# Eupithecia elissa
Eupithecia elissa är en fjärilsart som beskrevs av Karl Dietze 1910. Eupithecia elissa ingår i släktet Eupithecia och familjen mätare. Inga underarter finns listade i Catalogue of Life.